# Алкивиад Младший
Алкивиа́д  (др.-греч. Ἀλκιβιάδης; родился в 415 году до н. э. или несколько ранее — умер после 395 года до н. э.) — древнегреческий аристократ, сын самого известного носителя имени Алкивиад. Не позже 396/395 года до н. э. произнёс в суде речь «Об упряжке», написанную для него Исократом, а в 395 году до н. э. был привлечён к суду за нарушение воинского долга, и речи для его обвинителей написал ещё один выдающийся оратор — Лисий.

## Биография
Алкивиад принадлежал к одному из самых влиятельных и богатых родов Афин — Саламиниям. Он был сыном ещё одного Алкивиада, самого известного носителя этого имени, и Гиппареты из рода Кериков, а по линии бабки Диномахи происходил от Алкмеонидов. Алкивиад родился в 415 году до н. э. или немного раньше. Ещё в раннем детстве он остался без родителей: его отец ушёл в изгнание из-за дела гермокопидов, а мать умерла молодой. Многие сограждане ненавидели Алкивиада-старшего и перенесли это чувство на его сына, которому даже одно время грозила казнь.
Известно, что в какой-то момент Алкивиад-старший, правивший частью Фракии, вызвал сына к себе. Тот совершил предательство, «выдав» крепость Орны (кому он её выдал — неясно). Долгое время Алкивиад-младший находился в плену у некоего Феотима, причём отец отказался его выкупить; после смерти отца (403 год до н. э.) Алкивиад занимался морским разбоем, сделав своим опорным пунктом Белый берег на Пропонтиде. Постановление Тридцати тиранов об изгнании старшего Алкивиада коснулось и младшего, но после восстановления демократии последний смог вернуться на родину.
После этих событий Алкивиад упоминается в источниках только дважды, и оба раза в связи с выдающимися афинскими ораторами. В 396/395 году до н. э. ему пришлось отвечать в суде по иску некоего Тисия, утверждавшего, что Алкивиад-старший много лет назад присвоил его упряжку. Речь для ответчика написал Исократ; сохранилась её заключительная часть, в которой оратор старается защитить память об отце.
В 395 году до н. э. Алкивиад принял участие в походе афинского войска к Галиарту, на помощь фиванцам, воевавшим тогда со Спартой. При этом служил он не в тяжёлой пехоте, как полагалось знатному и богатому афинянину, а в кавалерии. Такая служба всегда считалась более безопасной, но во время этой кампании особенно, так как у спартанцев почти совсем не было конницы. Поэтому Алкивиада сразу по его возвращении домой обвинили в трусости и привлекли к суду как нарушителя воинского долга. Главным обвинителем стал Архестратид. Были и два дополнительных обвинителя, имена которых неизвестны. Сохранились тексты их речей, написанные видным логографом той эпохи Лисием: в одной преступление Алкивиада квалифицируют как дезертирство, в другой — как уклонение от воинской повинности. Об исходе процесса ничего не известно.

## Характеристика личности
О личности Алкивиада рассказывают только речи, написанные Лисием, причём оба оратора признаются, что обвиняемый — их враг. В этом источнике Алкивиад изображён как человек недостойный: ещё будучи ребёнком, он начал предаваться пьянству и разврату с взрослыми мужчинами; он предал однажды собственного отца, а в истории с воинской службой проявил трусость. Лисий утверждает даже, что Алкивиад состоял в противоествественной связи с собственной сестрой, которую из-за этого оставил муж — Гиппоник. Сам Алкивиад в речи об упряжке заявляет, что враги привыкли чернить его «одним и тем же способом».